# Scorpaenodes steinitzi
Scorpaenodes steinitzi là một loài cá biển thuộc chi Scorpaenodes trong họ Cá mù làn. Loài này được mô tả lần đầu tiên vào năm 1970.

## Từ nguyên
Từ định danh steinitzi được đặt theo tên của Heinz Steinitz (1909–1971), nhà sinh học biển và bò sát-lưỡng cư học (Đại học Hebrew của Jerusalem), người đã thu thập mẫu định danh của loài cá này và cung cấp cho các tác giả.

## Phân bố và môi trường sống
S. steinitzi hiện chỉ được biết đến ở phía bắc Biển Đỏ và xung quanh bán đảo Sinai, được thu thập ở độ sâu khoảng 30 m.

## Mô tả
Chiều dài cơ thể lớn nhất được ghi nhận ở S. steinitzi là 5,5 cm.
Số gai vây lưng: 13; Số tia vây lưng: 8–9; Số gai vây hậu môn: 3; Số tia vây hậu môn: 5; Số gai vây bụng: 1; Số tia vây bụng: 5; Số tia vây ngực: 16–18.